# Padura (San Millán)
Padura es un despoblado que actualmente forma parte del concejo de Ocáriz, que está situado en el municipio de San Millán, en la provincia de Álava, País Vasco (España).

## Historia
Documentado desde 1025 (Reja de San Millán), en que se le nombra junto a Eguílaz, Ocáriz y Opacua, a finales del siglo XVII estaba despoblado.